# Okręg Tulle
Okręg Tulle (fr. Arrondissement de Tulle) – okręg w południowej Francji. Populacja wynosi 79 400.

## Podział administracyjny
W skład okręgu wchodzą następujące kantony:
- Argentat,
- Corrèze,
- Égletons,
- Lapleau,
- Mercœur,
- Roche-Canillac,
- Saint-Privat,
- Seilhac,
- Treignac,
- Tulle-Campagne-Nord,
- Tulle-Campagne-Sud,
- Tulle-Urbain-Nord,
- Tulle-Urbain-Sud,
- Uzerche.